# Pusztaberki
Pusztaberki es un pueblo ubicado en el condado de Nógrád, Hungría.

## Superficie
Posee una superficie de 6,85 kilómetros cuadrados.

## Demografía
Hasta 2021 la población era de 174 habitantes, con una densidad de población de 25,40 habitantes por kilómetro cuadrado.